# Galerías Preciados
Galerías Preciados was een Spaanse warenhuisketen, opgericht in 1943 door Pepín Fernández en verdwenen op 24 november 1995 na een faillissement en overname door concurrent El Corte Ingles.

## Geschiedenis
De groep dankt zijn naam aan de Calle Preciados in Madrid, waar het eerste bedrijf was gevestigd, een uitbreiding van de hoofdvestiging van Sederías Carretas (gelegen aan de Calle Carretas), opgericht door Pepín Fernández na zijn terugkeer uit Cuba in 1934. Hierbij had hij zich laten inspireren door de stijl van Almacenes El Encanto in Havana. De inhuldiging vond plaats in 1943 en later werden er meer filialen geopend in andere steden van Spanje. In 1968 opende het bedrzijf zijn eerste warenhuis in Spanje geopend aan de Plaza del Callao in Madrid.   
Na een agressief groeiplan raakte het bedrijf in de schulden en kwam het in 1979 in handen van een van zijn schuldeisers, de Banco Urquijo. In 1981 nam de Rumasa-groep de aandelen van de bank over en controleerde Galerías Preciados tot de gedwongen onteigening van de bezittingen de Rumasa-groep in 1983. Een jaar later won de Venezolaanse groep Cisneros de privatiseringsveiling met een bod van 1 miljard peseta's. 
Maar in 1987, en na enkele jaren met verlies, verkocht Cisneros het bedrijf aan de Britse firma Mountleigh voor meer dan 30 miljard peseta's. De nieuwe eigenaren vernieuwden de winkels en het imago van het bedrijf. Ze wisten de slechte  bedrijfseconomische situatie van de onderneming echter niet te keren.
Nadat het bedrijf rode cijfers bleef schijven, verkocht Mountleigh de keten in 1992 aan een groep Spaanse investeerders onder leiding van Justo López Tello, een voormalige medewerker van Galerias Preciados, en Fernando Sada, de zwager van Mario Conde, voor 21,2 miljard peseta's. De korte termijnschulden stegen in minder dan een jaar met 62% en twee jaar later ging het bedrijf failliet met een schuld van 28 miljard peseta's.
Op 3 juli 1995 sloten alle winkels van de keten definitief en in datzelfde jaar werd Galerías geïntegreerd in de warenhuisketen El Corte Inglés. De 22 vestigingen die van Galerías waren overgenomen werden verbouwd en heropend. In het oorspronkelijke gebouw aan de Calle Preciados in Madrid is sinds 1993 een winkel van de Franse keten Fnac en verschillende kantoren gehuisvest.
Galerías Preciados telde in zijn bestaan 33 filialen verdeeld over 26 steden.